# Jevgenija Šiškovová
Jevgenija Vasiljevna Šiškovová (rusky Евгения Васильевна Шишкова, 18. prosince 1972 Petrohrad – 29. ledna 2025 Washington, D.C.) byla ruská krasobruslařka a trenérka. Se svým manželem Vadimem Naumovem se stala v roce 1994 mistryní světa.

## Sportovní kariéra
V roce 1985 se seznámila s krasobruslařem Vadimem Naumovem. Následně spolu začali krasobruslit.
V roce 1991 získali bronz na svém prvním Mistrovství Evropy. Na Mistrovství světa obsadili 5. místo. V následující sezóně se zúčastnili svých prvních Olympijských her ve francouzském Albertville, kde se umístili na pátém místě.
Na Mistrovství světa 1993 získali bronzovou medaili. Následující rok se dvojice umístila na 4. místě na Zimních olympijských hrách 1994 v norském Lillehammeru. Ve stejné sezoně se stali mistry světa. V následujícím roce získali i stříbrnou medaili. V letech 1991 až 1995 získala dvojice pět evropských medailí. V únoru 1996 získali zlato ve finále Grand Prix.
Na Mistrovství světa 1996 získali bronzovou medaili. Avšak na následující Olympijské hry se nekvalifikovali. 
V roce 1998 oba ukončili profesionální kariéry a začali se věnovat trénování.

## Osobní život a smrt
Šiškovová a Naumov se vzali v srpnu 1995 v ruském Petrohradu. V roce 1998 se usadili v Simsbury ve státě Connecticut. O tři roky později se jim narodil syn Maxim Naumov, který je rovněž krasobruslařem.
Zemřeli 29. ledna 2025 v blízkosti Reaganova letiště ve Washingtonu, D.C. při srážce vrtulníku Sikorsky UH-60 Black Hawk americké armády a letu 5342.